# برنیس سوم
برنیس سوم (انگلیسی: Berenice III؛ ‏عربی مصری: برينيكى التالته) حاکم اهل امپراتوری بطلمیوسی بود. وی که همچنین با نام کلئوپاترا شناخته می‌شود، بین سال‌های ۱۰۱ تا ۸۰ پیش از میلاد حکومت کرد. پژوهشگران معاصر که برنیکه سوم را مطالعه می‌کنند، گاهی از او با عنوان کلئوپاترا برنیس یاد می‌کنند. او ملکهٔ هم‌حکمران مصر بطلمیوسی بود و از سال ۱۰۱ تا ۸۸ پیش از میلاد همراه با عمویش/همسرش بطلمیوس دهم (اسکندر اول) حکومت کرد، و بار دیگر در سال ۸۱ پیش از میلاد همراه با پدرش بطلمیوس نهم لاتیروس به سلطنت رسید تا آنکه سرانجام از ۸۱ تا ۸۰ پیش از میلاد به‌عنوان تنها فرمانروای مصر حکومت کند.

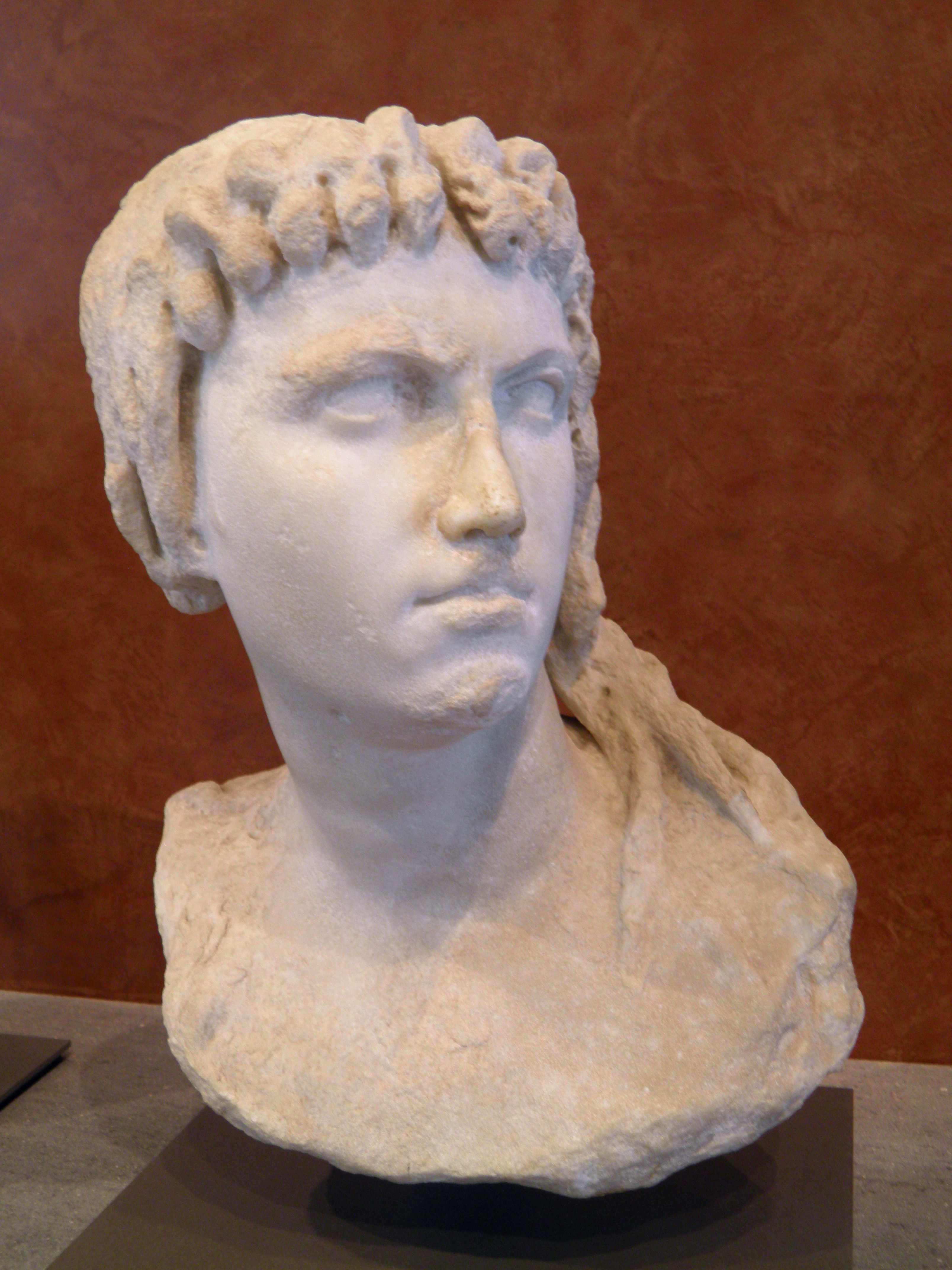
سر مجسمه‌ای که ملکه بطلمیوسی را در نقش الهه ایزیس احتمالا برنیس سوم نشان می دهد. موزه لوور، پاریس

## تاریخچه و اوایل زندگی
بطلمیوس و برنیس در آن دوره، هم یونانی و هم مصری بودند. میراث آن‌ها به نمادی برجسته در دوران سلطنتشان تبدیل شد، زیرا عناصر هر دو فرهنگ والدین خود را گرفته و در حکومتشان در هم آمیختند. پدر برنیس، بطلمیوس نهم لاتیروس در سال ۱۱۶ پیش از میلاد به پادشاهی مصر رسید و مادرش، کلئوپاترا سوم به‌عنوان هم‌حکمران و نیروی مسلط در حکومت در کنار او بود. او در ابتدا با خواهرش کلئوپاترا چهارم ازدواج کرد، اما مادرش احتمالاً در اوایل ۱۱۵ پیش از میلاد او را مجبور به طلاق و ازدواج با خواهر دیگرش، کلئوپاترا سلن یکم کرد. مشخص نیست که کدامیک از این همسران، مادر برنیس بوده است، اما برخی پژوهشگران مدرن کلئوپاترا چهارم را محتمل‌تر می‌دانند.
تاریخ‌نگار کریستوفر بنت اشاره می‌کند که مشروعیت برنیس سوم هرگز توسط تاریخ‌نگاران باستان مورد تردید قرار نگرفت، برخلاف برادرانش، بطلمیوس دوازدهم و بطلمیوس قبرس. همچنین، ازدواج بطلمیوس نهم با کلئوپاترا چهارم غیرقانونی تلقی می‌شد، که احتمال اینکه برنیس سوم نتیجه ازدواج مشروع او با کلئوپاترا سلن یکم بوده باشد را افزایش می‌دهد. در این صورت، احتمالاً او در اواخر ۱۱۵ یا اوایل ۱۱۴ پیش از میلاد به دنیا آمده است.
در نهایت، بطلمیوس نهم و کلئوپاترا سوم دچار اختلاف شدند. در سال ۱۰۷ پیش از میلاد، کلئوپاترا مردم اسکندریه را علیه بطلمیوس نهم شوراند و او را مجبور به فرار به قبرس کرد، در حالی که برنیس و برادرانش را در اسکندریه رها کرد. سپس کلئوپاترا، برادر کوچک‌تر بطلمیوس نهم، یعنی بطلمیوس دهم اسکندر را به‌عنوان هم‌حکمران جدید و فرمانبردارتر بر تخت نشاند.
بطلمیوس دهم با مادر احتمالی برنیس کلئوپاترا سلن یکم ازدواج کرد و به این ترتیب ناپدری برنیس هفت‌ساله شد. احتمالاً آن‌ها پسری به دنیا آوردند که بعدها به بطلمیوس یازدهم تبدیل شد، اما حدود سال ۱۰۳ پیش از میلاد، کلئوپاترا سوم آن‌ها را مجبور به طلاق کرد تا کلئوپاترا سلن یکم با آنتیوخوس هشتم پادشاه سلوکی ازدواج کند.

## هم‌حکمرانی با بطلمیوس دهم (۱۰۱–۸۸ پیش از میلاد)
در سال ۱۰۱ پیش از میلاد، بطلمیوس دهم دستور قتل کلئوپاترا سوم را صادر کرد. اندکی پس از آن، او با برنیس که در آن زمان سیزده‌ساله بود ازدواج کرد و او را به مقام هم‌حکمرانی ارتقا داد. این زوج در فرقهٔ دودمانی به‌عنوان تئوئی فیلادلفوئی (خدایان همنیادوست) شناخته شدند.
در سال ۹۱ پیش از میلاد، شورشی در مصر علیا آغاز شد. این شورش، جدیدترین مورد از مجموعهٔ قیام‌های مردم بومی مصر در این منطقه بود، که پس از قیام‌های هوگرونافور (۲۰۵–۱۸۵ پیش از میلاد) و هارسیسی (۱۳۱–۱۳۰ پیش از میلاد) رخ داد. نام رهبر این شورش مشخص نیست و معلوم نیست که او نیز مانند رهبران پیشین، عنوان فرعون را برای خود ادعا کرده بود یا نه. شورشیان شهر طیبه را تحت کنترل خود درآوردند و از حمایت کاهنان طیبه برخوردار بودند. نیروهای آن‌ها همچنین در شهرهای لاتوپولیس و پاتیریس حضور داشتند. این قیام باعث شد که بطلمیوسیان ارتباط خود را با منطقه تریاکونتاسخونوس (نوبه سفلی) از دست بدهند. مرواه کنترل این منطقه را به دست گرفت و آن را تا دوران رومیان در اختیار داشت.
حدود ماه مه ۸۸ پیش از میلاد، مردم اسکندریه و ارتش علیه بطلمیوس دهم شورش کردند و او را از قدرت برکنار کردند. پس از آن، اسکندریه‌ای‌ها از بطلمیوس نهم دعوت کردند که به اسکندریه بازگردد و بار دیگر سلطنت را به دست گیرد، که او نیز این دعوت را پذیرفت. برنیس همراه با همسرش به تبعید رفت. آن‌ها نیروی دریایی‌ای گرد آوردند تا پادشاهی را بازپس بگیرند، اما در نبرد شکست خوردند. بطلمیوس دهم سپس نیرویی دیگر در شهر میرا تشکیل داد، به قبرس حمله کرد، اما در این حمله کشته شد.
برنیس در مقطعی پس از مرگ بطلمیوس دهم و پیش از سال ۸۱ پیش از میلاد به مصر بازگشت، اما تاریخ دقیق بازگشت او مشخص نیست.

## سلطنت (۸۱–۸۰ پیش از میلاد)

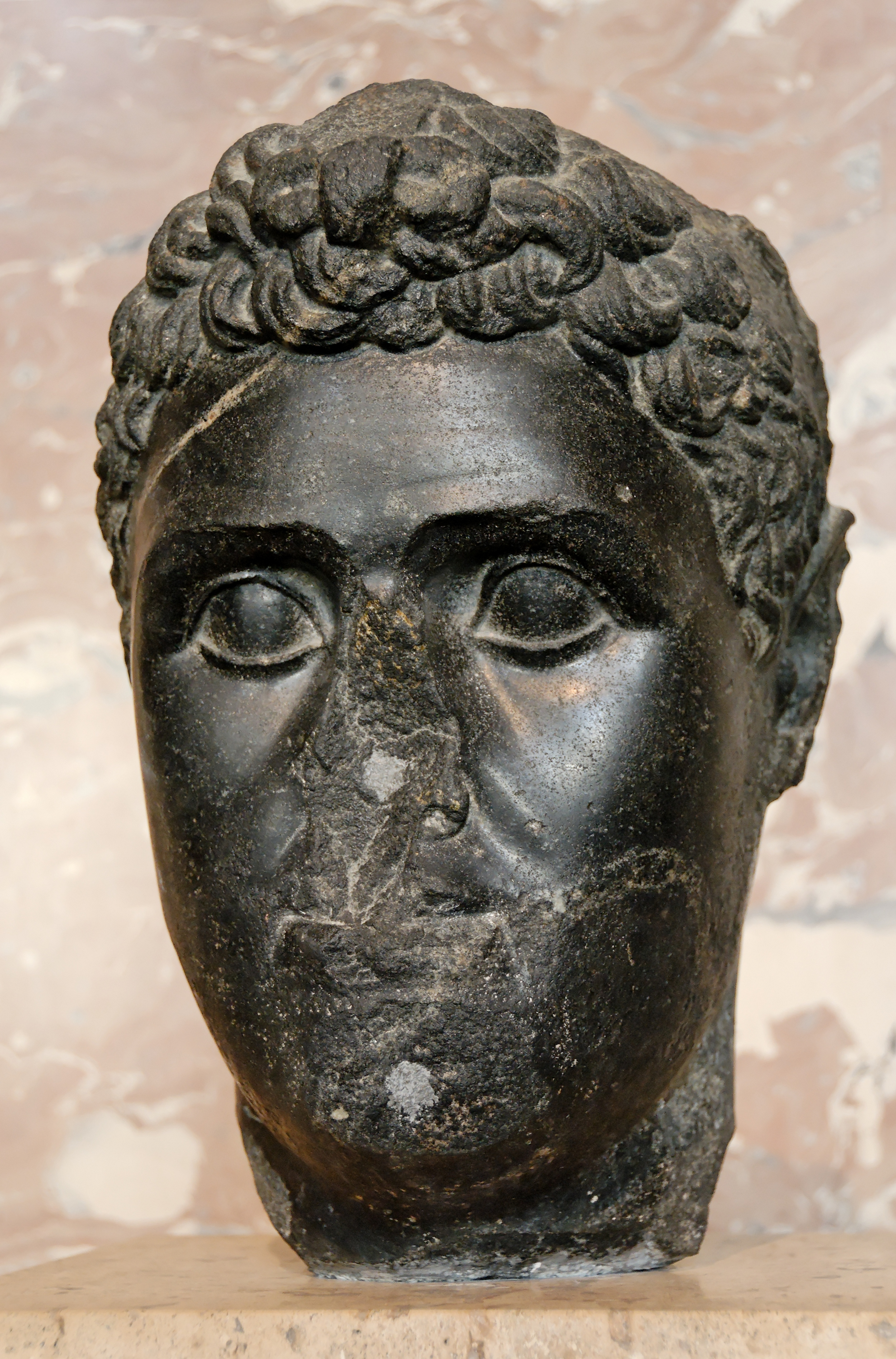
Bتندیس بازالتی بطلمیوس دهم

در ۵ اوت ۸۱ پیش از میلاد، بطلمیوس نهم دخترش، برنیس سوم، را که پیش‌تر همسر و هم‌حکمران بطلمیوس دهم بود، به مقام هم‌حکمرانی ارتقا داد. برخی منابع ادعا می‌کنند که بطلمیوس نهم از آغاز دومین دوره سلطنتش در سال ۸۸ پیش از میلاد برنیس را به‌عنوان هم‌حکمران خود برگزیده بود، اما تمامی شواهد مستند نشان می‌دهند که او تا این زمان به‌تنهایی حکومت می‌کرد. بطلمیوس نهم اندکی پس از این تصمیم، احتمالاً در دسامبر همان سال، درگذشت و برنیس را به‌تنهایی بر تخت سلطنت باقی گذاشت. در این زمان، او دوباره در فرقهٔ دودمانی‌اش با لقب تئو فیلوپاتور (الههٔ پدردوست) گنجانده شد، که آشکارا به ارث بردن قدرت از پدرش اشاره داشت.
پس از چند ماه حکومت به‌تنهایی، برنیس برادر ناتنی کوچک‌تر و پسرخواندهٔ پیشین خود، بطلمیوس یازدهم، را از روم فراخواند تا به‌عنوان هم‌حکمران در کنار او حکومت کند. بر اساس نوشته‌های آپیان، این هم‌حکمرانی به درخواست دیکتاتور (روم) روم، لوکیوس کورنلیوس سولا انجام شد، زیرا او امیدوار بود که بطلمیوس یازدهم یک پادشاه فرمانبردار و دولت متکی برای روم باشد. بطلمیوس یازدهم در ۳ آوریل ۸۰ پیش از میلاد تاج‌گذاری کرد، اما نوزده روز بعد برنیس را به قتل رساند.
مرگ برنیس سوم باعث خشم مردم اسکندریه شد، و در پاسخ به این جنایت، مردم در ۲۲ آوریل ۸۰ پیش از میلاد شورش کردند. آن‌ها بطلمیوس یازدهم را در ژیمناسیوم به دام انداختند و او را کشتند. پس از مرگ او، تاج‌وتخت به بطلمیوس دوازدهم، که فرزند نامشروع بطلمیوس نهم و برادر ناتنی برنیس بود، رسید.

## میراث
برنیس موضوع اپرای برنیس اثر جرج فردریک هندل است.